# Yürükbayırı, Kırklareli
Yürükbayırı là một xã thuộc huyện Kırklareli, tỉnh Kırklareli, Thổ Nhĩ Kỳ. Dân số thời điểm năm 2011 là 49 người.